# Tabora (region)

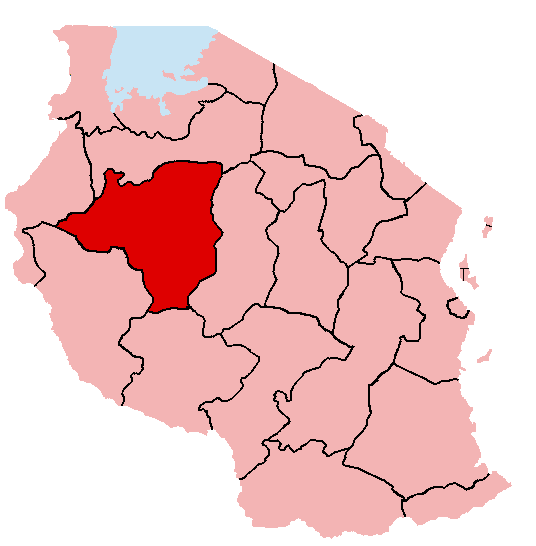
Taboraregionens läge i Tanzania.

Tabora är en av Tanzanias 26 regioner och är belägen i den västra delen av landet. Den har en beräknad folkmängd av 2 258 664 invånare 2009 på en yta av 76 151 km². Administrativ huvudort är staden Tabora. Ungefär två tredjedelar av regionen utgörs av reservat av olika slag.

## Administrativ indelning
Regionen är indelad i sex distrikt:
- Igunga
- Nzega
- Sikonge
- Tabora stad
- Urambo
- Uyui

## Urbanisering
Regionen har en beräknad urbaniseringsgrad på 20,05 % år 2009, en uppgång från 19,03 % året innan. Den enda stora staden är Tabora, och regionen har endast tre ytterligare orter med över 10 000 invånare. 
| Ort    | Distrikt    | Yta (km²)     | Invånarantal 2002 |
| ------ | ----------- | ------------- | ----------------- |
| Tabora | Tabora stad | Ingen uppgift | 127 887           |
| Nzega  | Nzega       | 22,89         | 24 113            |
| Urambo | Urambo      | Ingen uppgift | 18 913            |
| Igunga | Igunga      | Ingen uppgift | 15 553            |

Uppgifterna avser urbana samhällen. 